# Sobral Pichorro
Sobral Pichorro is een plaats (freguesia) in de Portugese gemeente Fornos de Algodres en telt 227 inwoners (2001).

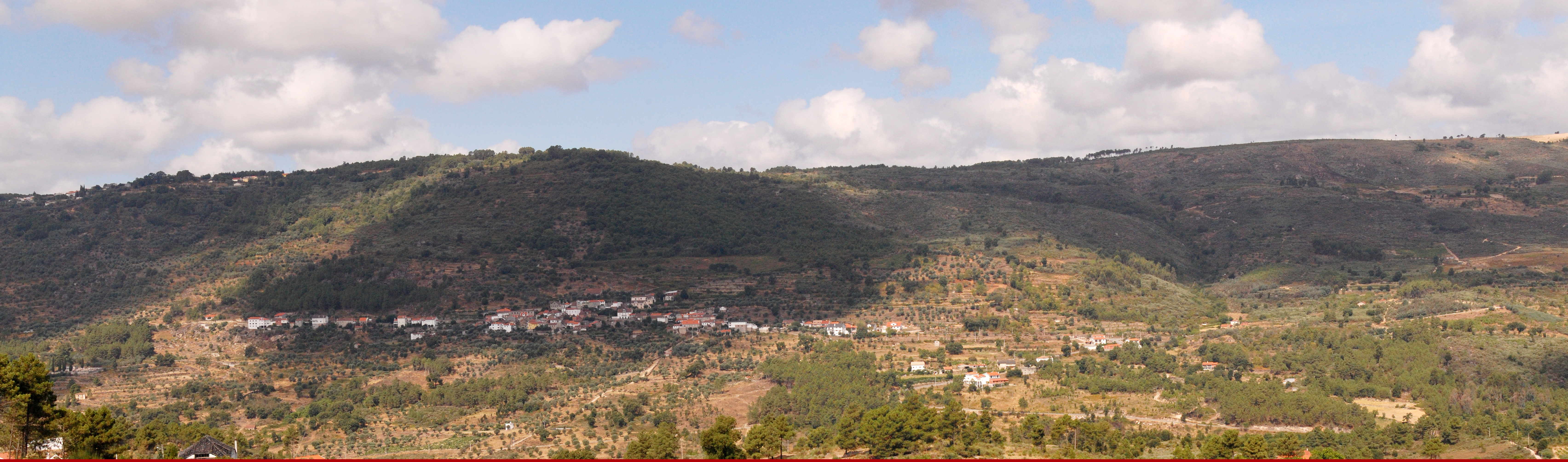
Sobral Pichorro